# Xipiu pectoral
La xipiu pectoral (Castanozoster thoracicus) és un ocell de la família dels tràupids (Thraupidae) i única espècie del gènere Castanozoster Burns, Unitt et Mason, 2016.

## Hàbitat i distribució
Habita matolls del sud-est del Brasil.